# Estípula

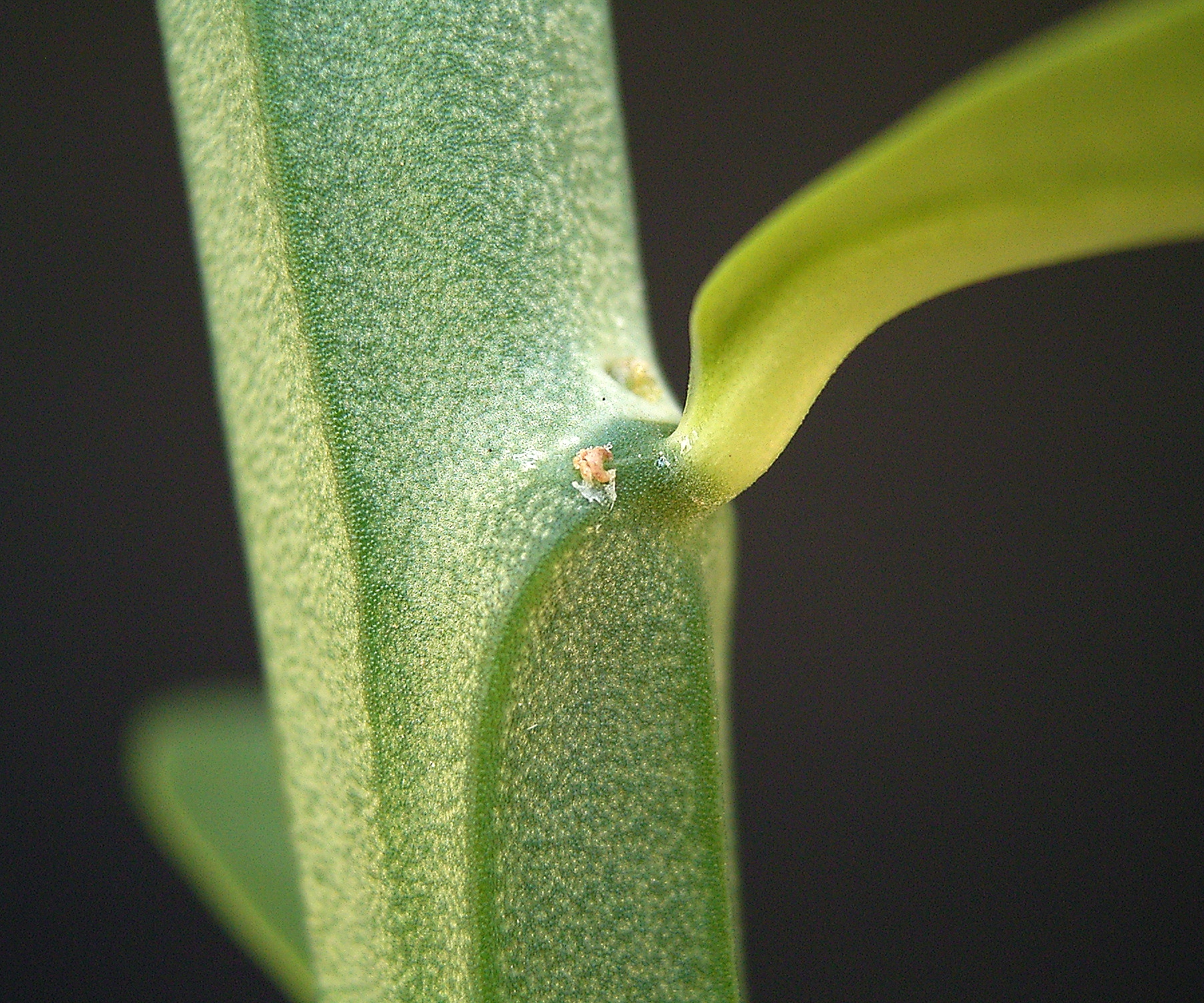
Estípula glandular dEuphorbia pteroneura.

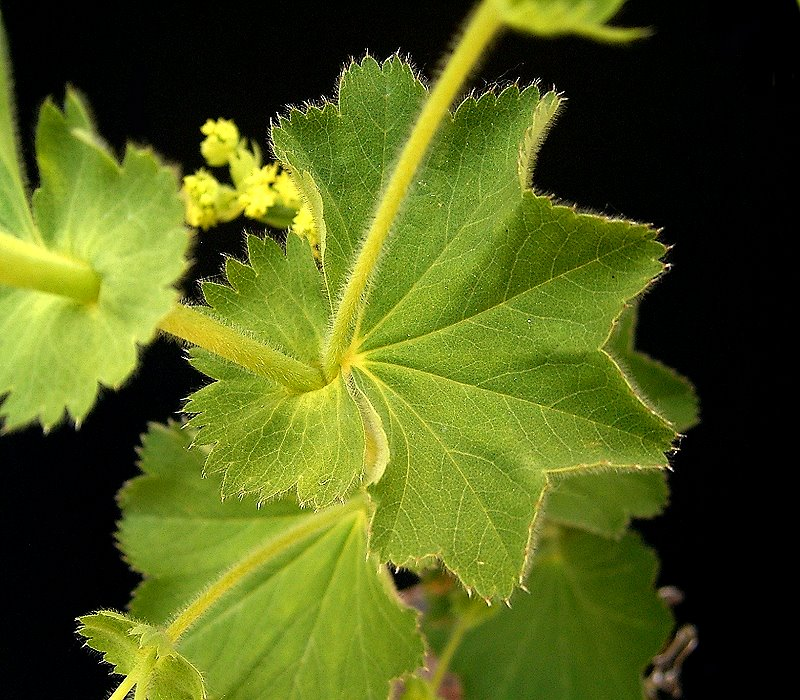
Estípules fusionades i amb forma de fulla en Alchemilla.

Una estípula és una estructura, usualment laminar, que es forma a cada costat de la base foliar d'un Traqueobiont. Usualment són asimètriques i, en certa manera, són imatges especulars una de l'altra. Les estípules poden ser:
- lliures o laterals: no s'adhereixen al pecíol, queden unides només a la tija;
- adnates, peciolars o vaginals: se solden al pecíol en una llargada més o menys llarga;
- interpeciolars o caulinars: dues estípules de fulles oposades se solden en el seu punt de contacte;
- intrapeciolars o axil·lars: dues estípules de la mateix fulla se solden per sobre del pecíol;
- opositifòlies o oposades: dues estípules de la mateixa fulla se solden fent la volta pel costat oposat al pecíol;
- embeinadores: en el mateix sentit que òcrea.

Les estípules poden aparèixer com a òrgans foliacis, espines, glàndules, pèls, escames. La seva presència està relacionada amb l'anatomia del nus que suporta la fulla.
Vegeu també Fulla